# Cephalohibiscus peekelii
Cephalohibiscus peekelii är en malvaväxtart som beskrevs av Oskar Eberhard Ulbrich. Cephalohibiscus peekelii ingår i släktet Cephalohibiscus och familjen malvaväxter. Inga underarter finns listade i Catalogue of Life.